# Kristus befriande själarna ur dödsriket
Kristus befriande själarna ur dödsriket är en oljemålning av den tyske renässanskonstnären Lucas Cranach den äldre. Den målades 1530 och i samlingarna på Hallwylska museet i Stockholm. 
Målningen skildrar Kristi nedstigande till dödsriket. Kristus står på vänster sida iförd en röd mantel och håller ett genomskinligt kors i handen. Han böjer sig ner för att befria förfäderna från limbo. En naken kvinnofigur, som befriats och går upp för trappan, möter med blicken betraktaren. På högra halvan av målningen visas de frälsta själarna, bland dem Adam och Eva samt Johannes Döparen. Förgrunden är upptagen av en grupp nakna barn (menlösa barn). Fönstren och bågarna i den arkitektoniska ram där scenen utspelas öppnar sig mot ett vidsträckt landskap. I det övre vänstra hörnet flyger helvetets demoner genom luften i vild förvirring.
Målningen såldes på Bukowskis 1905 av Carl Ulrik Palm till Wilhelmina von Hallwyl. Tidigare ägare var bland annat kronouppbördskommissarien Carl Wilhelm Brogren (1789–1872) och Christian Hammer. Konstnärens signatur, en bevingad drake, och datering återfinns på pelaren i bildens mitt. 

## Berlinversionen

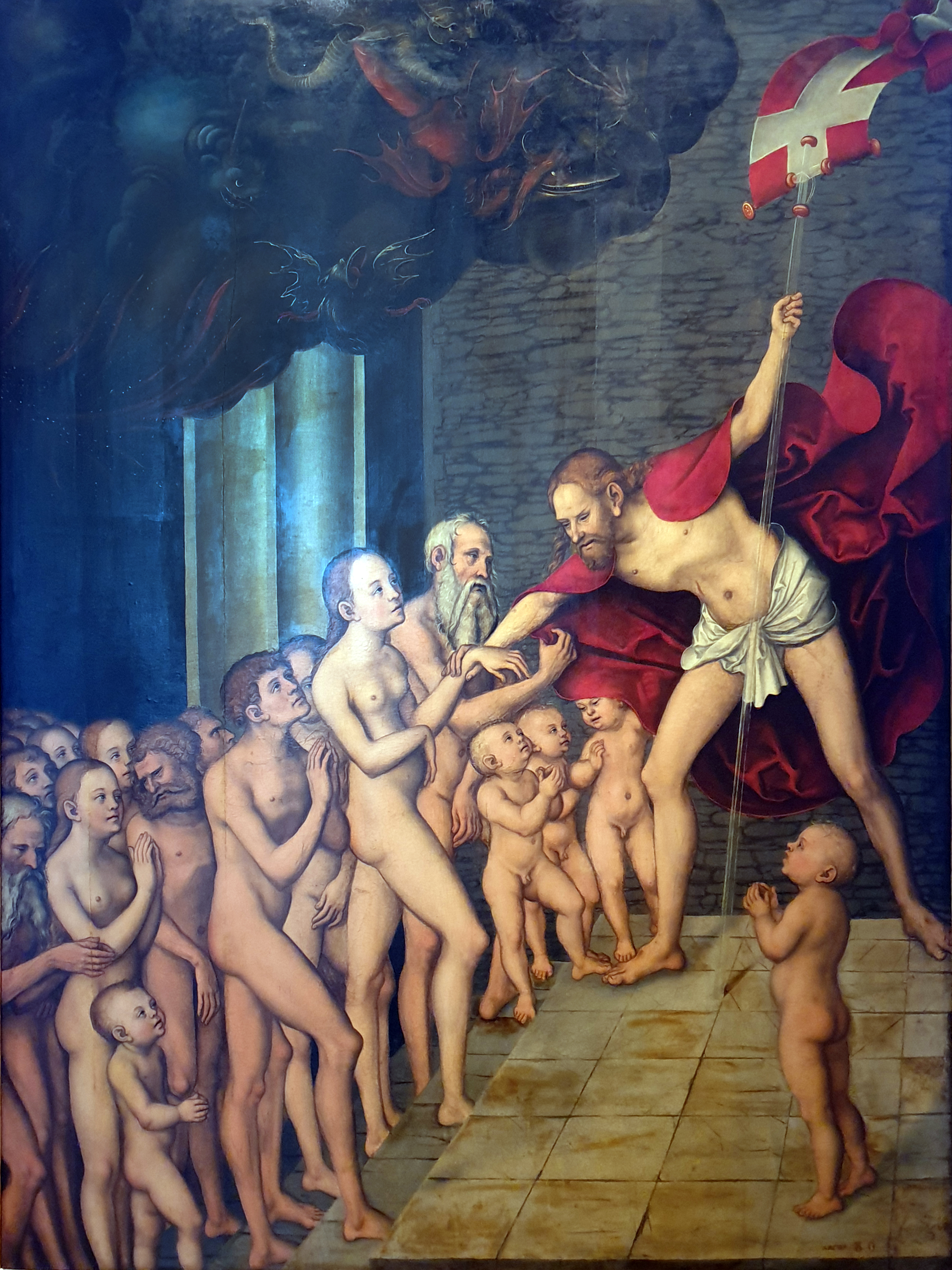
Berlinversionen.

Cranach målade samma motiv åter 1538. Den är utställd på Jagdschloss Grunewald i Berlin där den benämns Kristus i limbo (tyska: Christus in der Vorhölle). Den är målad i olja på pannå av lind och är något större (151,2 x 116,2 centimeter) än Stockholmsversionen. Tavlan ingår i en serie om nio målningar som alla skildrar Passionshistorien. 